# Abdullah II av Jordanien
Abdullah II bin Al-Hussein (arabiska: عبد الله الثاني بن الحسين; ʿAbdullāh aṯ-ṯānī ibn al-Ḥusayn), född 30 januari 1962 i Amman, är kung av Jordanien sedan 7 februari 1999. Han är son till kung Hussein och Muna al-Hussein, kung Husseins andra hustru.

## Bakgrund
Under sin uppväxt studerade han i både USA och Storbritannien och vid 18 års ålder anslöt han sig till ett brittiskt regemente.
Politiskt har han fortsatt fadern Husseins linje med att söka upprätthålla goda relationer till USA och övriga västvärlden. År 2004 tog han initiativ till Ammanbudskapet; ett dokument syftande till att definiera vad traditionell islam står för samt vilka gärningar som är representativa för islam. 
Som kung av Jordanien och huvudman för hashimitiska ätten är han högste beskyddare för de muslimska helgedomarna i Jerusalem, bland annat Klippdomen.

## Familj
Abdullah II är sedan den 10 juni 1993 gift med drottning Rania. Paret har fyra barn:
- Kronprins Hussein (född 1994)
- Prinsessan Iman (född 1996)
- Prinsessan Salma (född 2000)
- Prins Hashem (född 2005)

Sedan 2009 har Abdullahs äldsta son, Hussein, varit officiellt hans tronarvinge.
Abdullah har flera syskon och halvsyskon (eftersom hans far var gift flera gånger). En av hans halvsystrar är gift med Mohammed bin Rashid Al Maktoum, emir av Dubai.

## Jordaniens konung
Genast efter sitt makttillträde började Abdullah reformera statens ekonomi: Jordanien blev medlem i WTO år 2000 och tecknade frihandelsavtal med USA nästa år. Hans fars initiativ om nya speciella ekonomiska regioner där jordanska företag får sälja sina produkter utomlands med mindre tariffer utvecklades också. Ytterligare privatiserades några statsägda bolag delvis. I stället Politiska reformer gjordes långsammare. År 2016 rapporterade Freedom House att val i Jordanien hade blivit delvis fria (tidigare icke-fria). Det här var tack vare ett par reformer som syftade till mer rättvis representation i parlamentet.
Abdullah har också försökt befrämja turistindustri i Jordanien. År 2002 var han själv guiden Discoverys program Jordan: The Royal Tour. År 2006 undertecknade han ett avtal som grundade Red Sea Institute of Cinematic Arts till Jordanien tillsammans med amerikanska USC School of Cinematic Arts. Då filmen Transformers: De besegrades hämnd filmades i Petra, erbjöd Abdullah II Jordaniens flygvapens hjälp för att transportera maskinvaror till platsen.
År 2021 besökte Abdullah i Washington DC. Han blev den första statschefen från Mellanöstern som träffade Joe Biden. Efter besöket lovade Biden leverera 500 000 doser coronavaccin till Jordanien.

## Privatliv
Abdullah talar både arabiska och engelska som sitt modersmål. Innan han blev kung beskrevs hans kunskaper i standardarabiska som mindre bra.
Abdullah II är ett stort fan av Star Trek och medverkade som statist i avsnittet "Investigations" i andra säsongen av serien Star Trek: Voyager. Hans medverkan i serien var en överraskning från hans amerikanska rådgivare.
Innan han blev kung hade Abdullah olika hobbyer såsom motorsport, dykning, antikvapenssamlande och fallskärmshoppning. Fallskärmshoppningen blev dock förbjudet för honom som sittande monark. Ytterligare är han en behörig pilot och attackdykare. Tack vare dessa har han kallats för Jordaniens ActionMan-kung.

## Utmärkelser

### Jordanska
- Al-Hussein orden (1999, stormästare)
- Renässansens högsta orden (1999, stormästare)
- Jordaniens stjärnas orden (1999, stormästare)
- Självständighetsorden (1999, stormästare)
- Militära förtjänsternas orden (1999, stormästare)
- Hashimitiska stjärnas orden (1999, stormästare)
- Långvariga tjänstgöringens medalj

Källa:

### Utländska
- Nationell förtjänstorden (Algeriet, 2022)[17]
- Gyllene skinnets orden (Georgien, 2022)
- Omans orden (Oman, 2022)[18]
- Serafimerorden (Sverige, 2022)[19]
- Leopoldsorden (Belgien, 2016)[20]
- Jerusalems orden (Palestina, 2015)
- Vita lejonets orden (Tjeckien, 2015)[21]
- Förtjänstorden (Ukraina, 2011)[22]
- Finlands Vita Ros’ orden (Finland, 2010)[23]
- Al-Fatehs revolutions orden (Libyen, 2009)
- Jakobs Svärdsorden (Portugal, 2009)[24]
- Henrik Sjöfararens orden (Portugal, 2008)[24]
- Bruneis kronorden (Brunei, 2008)
- Nederländska Lejonorden (Nederländerna, 2006)
- Karl III:s orden (Spanien, 2006)
- Solorden (Peru, 2005)[25]
- Rumänska Stjärnans orden (Rumänien, 2005)[26]
- Förbundsrepubliken Tysklands förtjänstorden (Tyskland, 2002)
- Sloveniens frihets orden (Slovenien, 2002)
- Italienska republikens förtjänstorden (Italien, 2001)
- Österrikiska förtjänstorden (Österrike, 2001)
- Sankt Olavs orden (Norge, 2000)[27]
- Krysantemumorden (Japan, 1999)[28]
- Isabella den katolskas orden (Spanien, 1999)
- Förtjänstorden (Libanon, 1999)
- Mugunghwaorden (Sydkorea, 1999)
- Schejk Isa bin Salman al-Khalifas orden (Bahrain, 1999)
- Stora erövrarens orden (Libyen, 1999)
- Militärförtjänstkorset (Spanien, 1995)
- Oranienhusorden (Nederländerna, 1994)

Källa: